# Iban (ètnia)

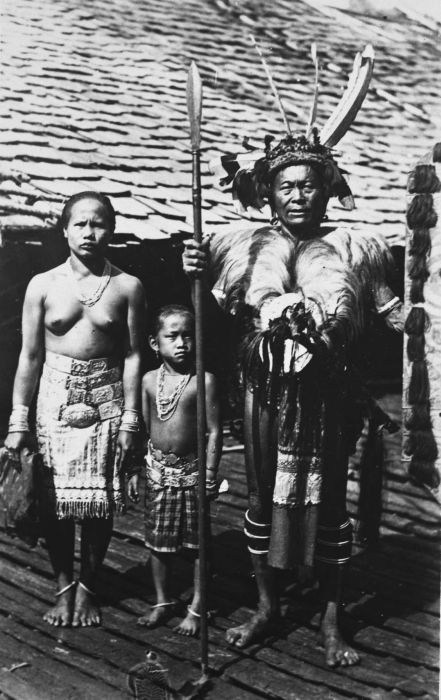
Família tradicional Iban

El poble iban és natural de Borneo i Sarawak, una regió de Malàisia. Pertanyen als dajaks, i també se’ls coneix com a sea-dayak (dajaks del mar). A Sarawak formen l'ètnia majoritària. Els autòctons també els anomenen panjamon, que vol dir caçadors de caps, fent referència al costum de guardar els caps de les persones que maten, com per exemple feien amb persones d'altres pobles amb qui estiguessin enfrontats per qüestions com els terrenys de caça.
A mesura que caçaven caps, els Iban es feien tatuatges a les mans. Jean-Yves Domalian va conviure amb els Iban, va ser acceptat, es va casar amb una d'ells i va viure com un d'ells. Fruit d'aquesta experiència, va escriure el libre: Panjamon, els caçadors de caps de Borneo. El seu mode de vida es basava principalment en la caça de tota classe d'animals, com ossos, panteres, porcs senglars, micos, rates i ocells, i la recol·lecció. Pel que fa a les seves creences, són principalment cristians i animistes.
Des de l'arribada dels europeus, que van colonitzar la regió, la caça humana i d'altres costums dels iban es van perdre gradualment, encara que la llengua i algunes tradicions i pràctiques tribals van perdurar. Actualment la població iban es concentra a Sarawak, Borneo, i a la província indonèsia de Borneo Occidental. Viuen en cases comunals anomenades rumah panjai. Actualment, la majoria d'aquestes cases comunals tradicionals estan equipades amb electricitat, aigua corrent, línia telefònica i internet. Els iban es van urbanitzant progressivament, tot i que conserven gran part del seu patrimoni cultural i tradicions.